# Војводство Маса и Карара
Војводство Маса и Карара је била држава на Апенинском полуострву која је постојала у периоду од 1473. до 1829. године.

## Историја
Језгро војводства формирано је 22. фебруара 1473. године када је Јакопо Маласпина, маркиз Масе, купио господство Карару. Маркиз је првобитно боравио у Карари, али се касније, због честих напада Француске, преселио у Масу. Породица Маласпина владала је војводством до 1520. године када се унука Јакопа, Рикарда Маласпина, удала за Лоренца Кубоа, члана утицајне ђеновљанске повезане са Медичијима и папом Иноћентијем VIII. Под династијом Кубо-Маласпина држава је просперирала. Мермер из Караре био је веома тражен. Карара је 1558. године стекла статус маркизата. Десет година касније уздигнута је на ранг кнежевине од стране Максимилијана II. Војвоткиња Марија Терезија Кубо-Маласпина, удала се 1738. године за члана династије Есте која је управљала Моденским војводством. Наполеон Бонапарта окончао је независност војводства у својој Италијанској кампањи 1796. године. Територија војводства прикључена је Цисалпинској републици. Након завршетка Наполеонових ратова није обновљена независност војводства. Оно је 1829. године прикључено Моденском војводству.